# 김화여자중학교
김화여자중학교(金化女子中學校)는 대한민국 강원특별자치도 철원군 서면 와수리에 있는 공립 중학교이다.

## 학교 연혁
- 1978년 11월 21일 : 김화여자중학교 설립 인가
- 1980년 3월 1일 : 김화여자중학교 개교
- 2024년 1월 4일 : 제44회 졸업식 거행(졸업생 총 인원 4,537명)
- 2024년 3월 1일 : 제17대 박국영 교장 취임
- 2024년 3월 4일 : 입학(30명 입학)

## 참고 자료
- 김화여자중학교 - 한국교육학술정보원 학교알리미